# Oscar Klose
Oscar Klose (* 8. Mai 1859; † 17. November 1924 in Görlitz) war ein deutscher Komponist.
Zu Anfang des 20. Jahrhunderts fanden seine Werke selbst in Übersee Gefallen. So beschrieb 1905 die Southland Times aus der Stadt Invercargill am südlichen Ende Neuseelands anlässlich einer lokalen Konzertveranstaltung mit Werken verschiedener Komponisten Kloses Romanze als ein „entzückendes Stück“. Es erhielt somit auch in einem Umfeld mit Werken von historisch bedeutenderen Komponisten wie Brahms Anerkennung.
Dieser Tage sind Oscar Klose und seine Kompositionen weitestgehend in Vergessenheit geraten und Werke von ihm sind nur mehr antiquarisch zugänglich. Eine Ausnahme stellt seine Komposition Romanze dar, welche 2001 neu eingespielt wurde.

## Einige Werke
- Op. 38: Die Romanze (f. Flöte und Klarinette)[2]
- Op. 56: Hochzeitsständchen (Serenade)
- Op. 64: Lieb' Mütterchen (Salon-Ländler)
- Op. 132: Alt Heidelberg (Studenten-Lieder-Potpourri)
- Op; 164: Chinesischer Marsch[4]
- Op. 214 Sonnenglanz (Rèverie)
- Op. 225: Nachtigallenständchen
- Op. 263: Arabisches Ständchen (Intermezzo f. Salon-Orchester)